# Rio das Ostras
Rio das Ostras là một đô thị thuộc bang Rio de Janeiro, Brasil. Đô thị này có diện tích 230,621 km², dân số năm 2007 là 49868 người, mật độ 216,2 người/km².
Thành phố đã bị ảnh hưởng bởi môi trường do ô nhiễm của các bãi biển, sông và đầm phá do thiếu vệ sinh cơ bản và suy thoái môi trường do nghề nghiệp bất hợp pháp trong các khu vực bảo vệ môi trường (APAs) để bảo vệ và bảo tồn các thuộc tính sinh học (động vật và thực vật). Việc xả nước thải nội địa từ nhà cửa và doanh nghiệp đã gây ra hiện tượng phú dưỡng trong hệ sinh thái một cách hung hăng.
Sự tham nhũng có hệ thống của đô thị bắt đầu từ sự giải phóng chính trị - hành chính vào ngày 10 tháng 4 năm 1992 và phá hủy phần lớn Rio das Ostras cho đến nay không có loại vệ sinh cơ bản nào. Việc thiếu nước uống, nước thải, lát đường công cộng và giao thông công cộng là những vấn đề cũ và mang tính hệ thống đối với một đô thị nhận hàng nghìn tỷ đồng tiền bản quyền dầu mỏ.
Ngày nay, phần lớn bờ biển của Rio das Ostras phải chịu đựng sự tiến bộ của biển, xói mòn và các công trình không đều đặn. Ở khu vực thành thị có sự gia tăng đáng kể các khu ổ chuột, bạo lực, thất nghiệp và bất bình đẳng xã hội. Việc thiếu vệ sinh cơ bản ảnh hưởng đến mọi đô thị.